# Anna Riwkin-Brick
Anna Riwkin-Brick, ogift Anna Riwkin, född 23 juni 1908 i Surazj i guvernementet Tjernigov i kejsardömet Ryssland (idag i Brjansk oblast, Ryssland; se vidare kommentar nedan), död 19 december 1970 i Tel Aviv, Israel (folkbokförd i Engelbrekts församling i Stockholm), var en ryskfödd svensk fotograf.
Anna Riwkin har främst blivit ihågkommen för sina fotoböcker om barn från olika länder, men också för porträtt av svenska kulturpersonligheter.

## Biografi
Anna Riwkins far var direktören Scholom Sender (Alexander) Riwkin (1878–1930), född i Homel (i dagens Belarus), och modern hette Frida (född Perlman, 1881–1944). Familjen tillhörde den grupp av judar som kallas ”östjudar” eller ashkenazer. I familjen kallades Anna Riwkin för Anusjka och Channo. Fadern var fabrikör i pappersbranschen, men hade i sin ungdom studerat filosofi i Heidelberg och publicerat småskrifter i ämnet.
År 1915 flyttade familjen, med bland andra Anna, systern Honjah (Eugénie) och brodern Josef, till Sverige. Barnen ska under en period i Stockholm ha haft Nikolaj Bucharin som informator. Från 1919 vistades modern tillsammans med sina fem barn i Swinemünde i norra Tyskland. De återvände till Stockholm 1922, där Anna Riwkin gick på Whitlockska samskolan, och även studerade vid Vera Alexandrovas dansskola under några år. Åren 1926–1927 var hon assistent åt Moisé Benkow, som senare blev hovfotograf. Samtidigt arbetade hon även som dans- och teaterfotograf, och 1928 öppnade hon sin egen fotoateljé i Stockholm.
I slutet av 1920-talet hade familjen Riwkin blivit förgrundsfigurer i Stockholms kulturliv, inte minst genom den radikala tidskriften Spektrum, som hennes bror Josef Riwkin gav ut, och där personligheter som Karin Boye, Gunnar Ekelöf och Erik Mesterton medverkade. Spektrum blev en plattform för litterär modernism, psykoanalys, funktionalistisk arkitektur, samhälle, politik, film och musik. Många lät sig fotograferas av Anna Riwkin. Hennes porträtt publicerades ofta i Spektrums publikationer, vilket gav henne publicitet. År 1929 gifte hon sig med översättaren och journalisten Daniel Brick, som även var grundare av tidskriften Judisk krönika.
År 1932 gavs Anna Riwkins första bok Svensk danskonst ut på Spektrums förlag, och året därpå deltog hon med fotografier ur boken på den franska utställningen La Dance et le mouvement i Paris. Sommarmånaderna 1933 tillbringade Anna Riwkin-Brick i Paris tillsammans med väninnan Thora Dardel. Där träffade hon och porträtterade representanter för den surrealistiska rörelsen, som Jean Arp, André Breton, Salvador Dalí, Max Ernst och Man Ray. En ofta återgiven gruppbild av surrealisterna är hennes verk, men har felaktigt attribuerats till Max Ernst, eftersom den fanns i dennes efterlämnade papper.
År 1936 hade hon sin första separatutställning på ett galleri på Kungsgatan i Stockholm, och 1938 deltog hon i en samlingsutställning med Svenska Fotografers Förbunds Stockholmsavdelning på Forsners utställningshall på Klarabergsgatan. Mot slutet av 1930-talet arbetade hon som fotojournalist och följde bland annat Elise Ottesen-Jensens upplysningsturnéer. Kontakten med redaktören Carl-Adam Nycop ledde till uppdrag för bildtidningen Se och Kooperativa Förbundets veckotidning Vi.
Efter 1940 gick hon mer och mer över till reportagefotografering. Hon fotograferade främst kvinnor och barn i Mellanöstern, Grekland, Jugoslavien, Korea, USA och flera andra länder. Hennes fotografier av romer, som hon ursprungligen gjorde för en serie reportage tillsammans med Ivar Lo-Johansson, blev mycket uppmärksammade när de publicerades i hennes bok Zigenarväg, liksom de två fotoböckerna om staten Israels uppkomst, Palestina 1948 och Israel 1955, med texter av hennes make Daniel Brick. Men det är fotoböckerna på barn från världens alla hörn som fick stor spridning; tillsammans sålde de i cirka 900 000 exemplar.
År 1955 medverkade hon i vandringsutställningen Family of Man som visades runt om i världen. År 1956 kom barnboken Eva möter Noriko-san vilket var hennes första samarbete med Astrid Lindgren, och tillsammans skulle de ge ut en rad barnböcker ihop. År 1960 grundade hon fotoateljén Full hand tillsammans med Gösta Glase, Gustav Hansson, Bo Dahlin och Rolf Blomberg. År 1962 gav hon ut boken Medmänniskor där hon återkom till många av de konstnärsvänner, dansare, romer, samer och barn som hon tidigare porträtterat och tagit nya fotografier av dem. Som första fotograf erhöll hon 1963 Elsa Beskow-plaketten. Anna Riwkin-Brick avled av cancer i Israel 1970.

## Fotografiska verk
Porträttet till det svenska frimärket av nobelpristagaren Nelly Sachs är taget av Anna Riwkin-Brick. Årsskiftet 1977/78 blev hon föremål för en utställning på Moderna museet, jämte Karl Sandels och Curt Götlin. Anna Riwkin-Brick finns representerad vid Moderna museet och Nationalmuseum samt Judiska museet.

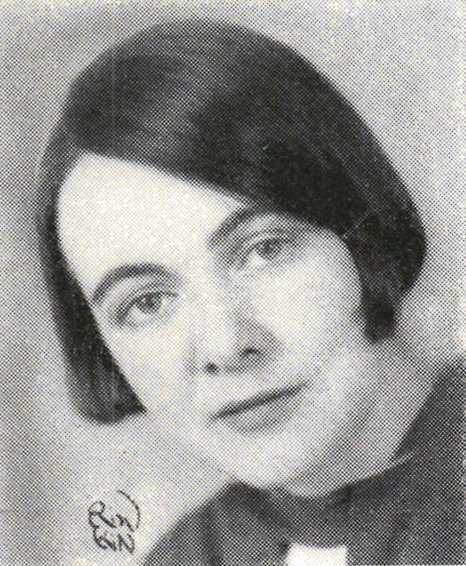
Karin Boye, tidigt 1930-tal.
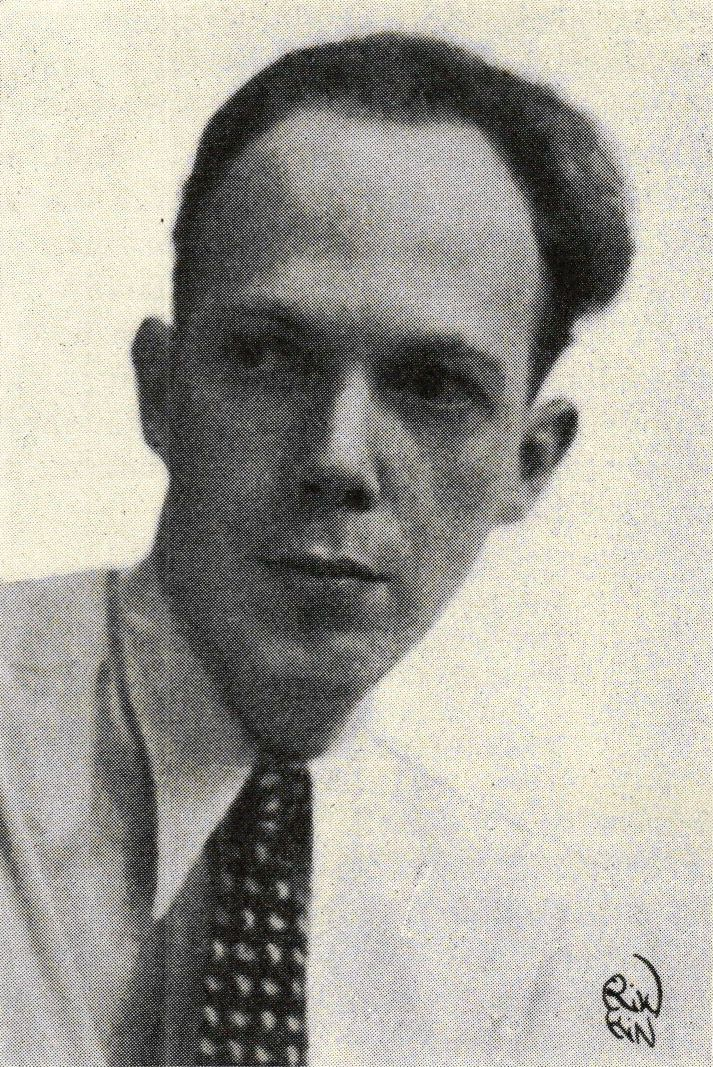
Gunnar Ekelöf, tidigt 1930-tal.
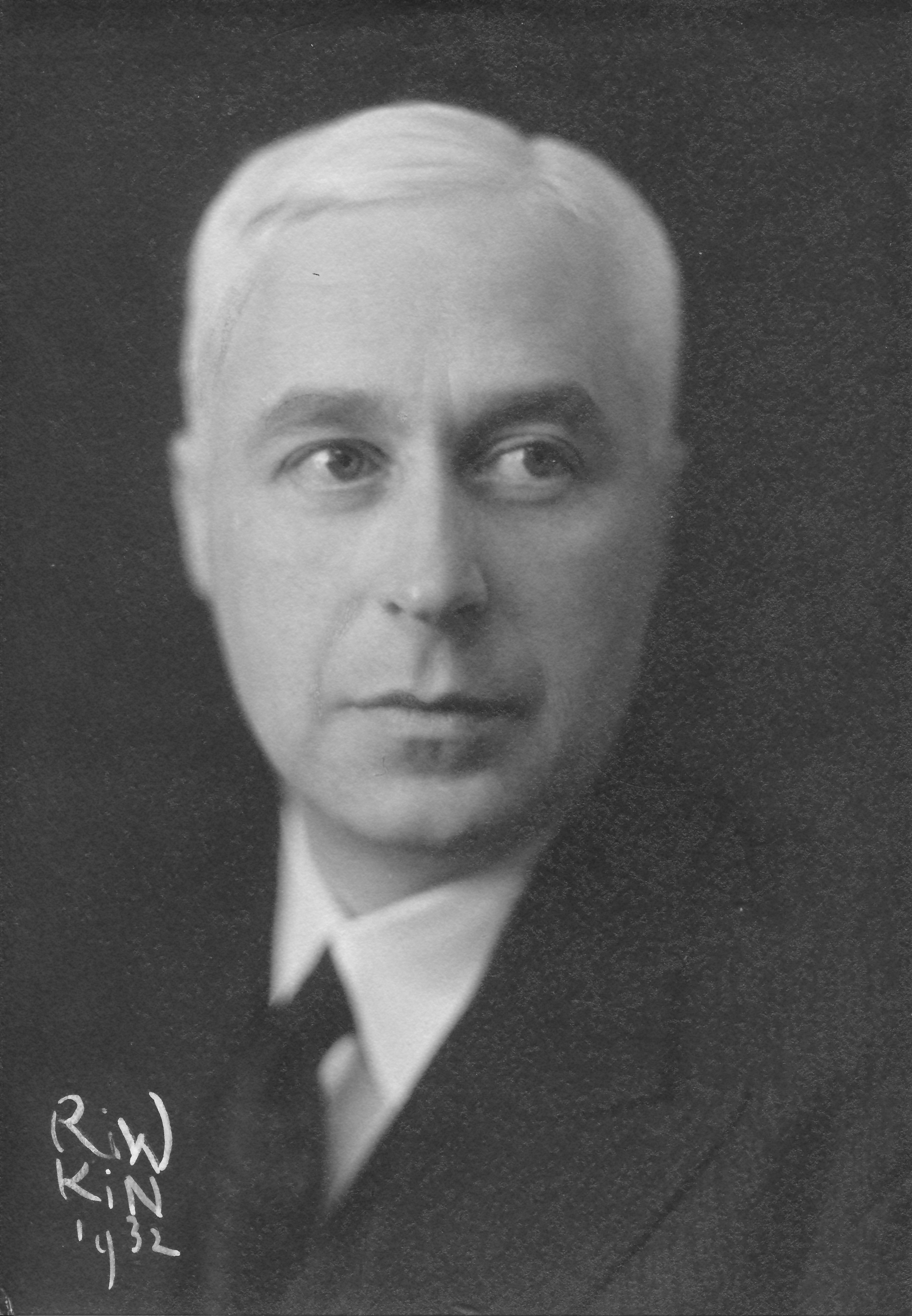
Erik Lindahl, 1932.
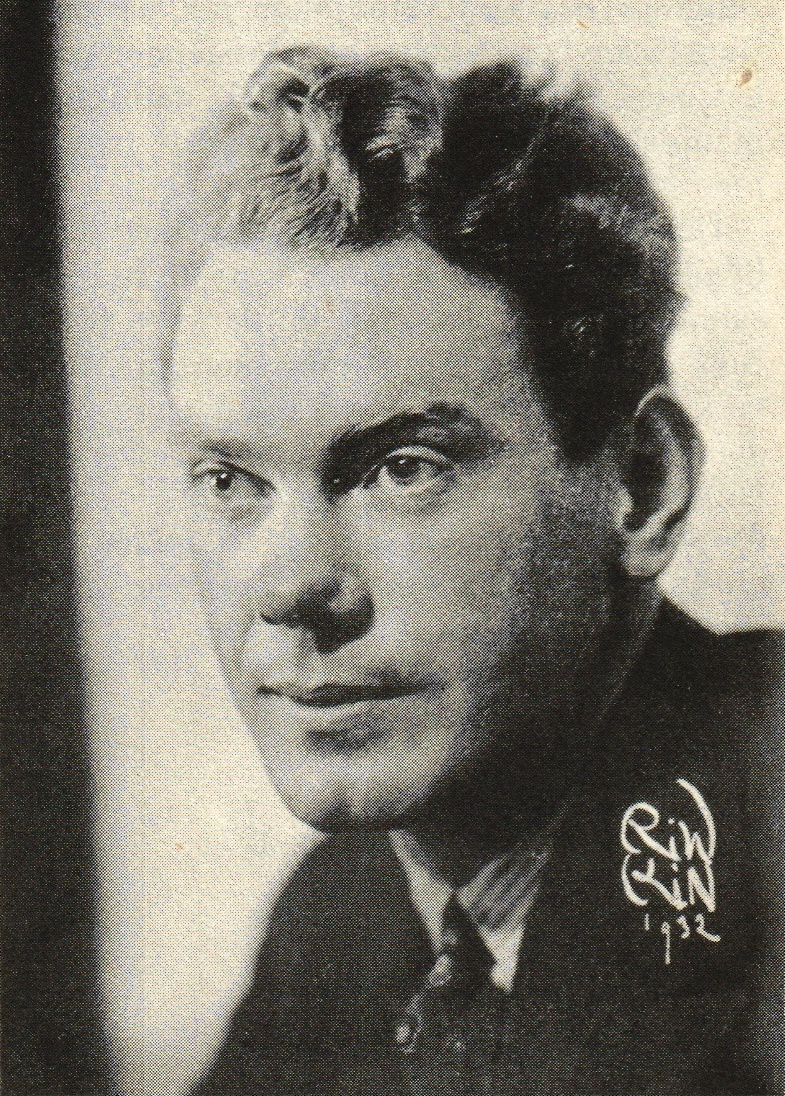
Artur Lundkvist, 1932.
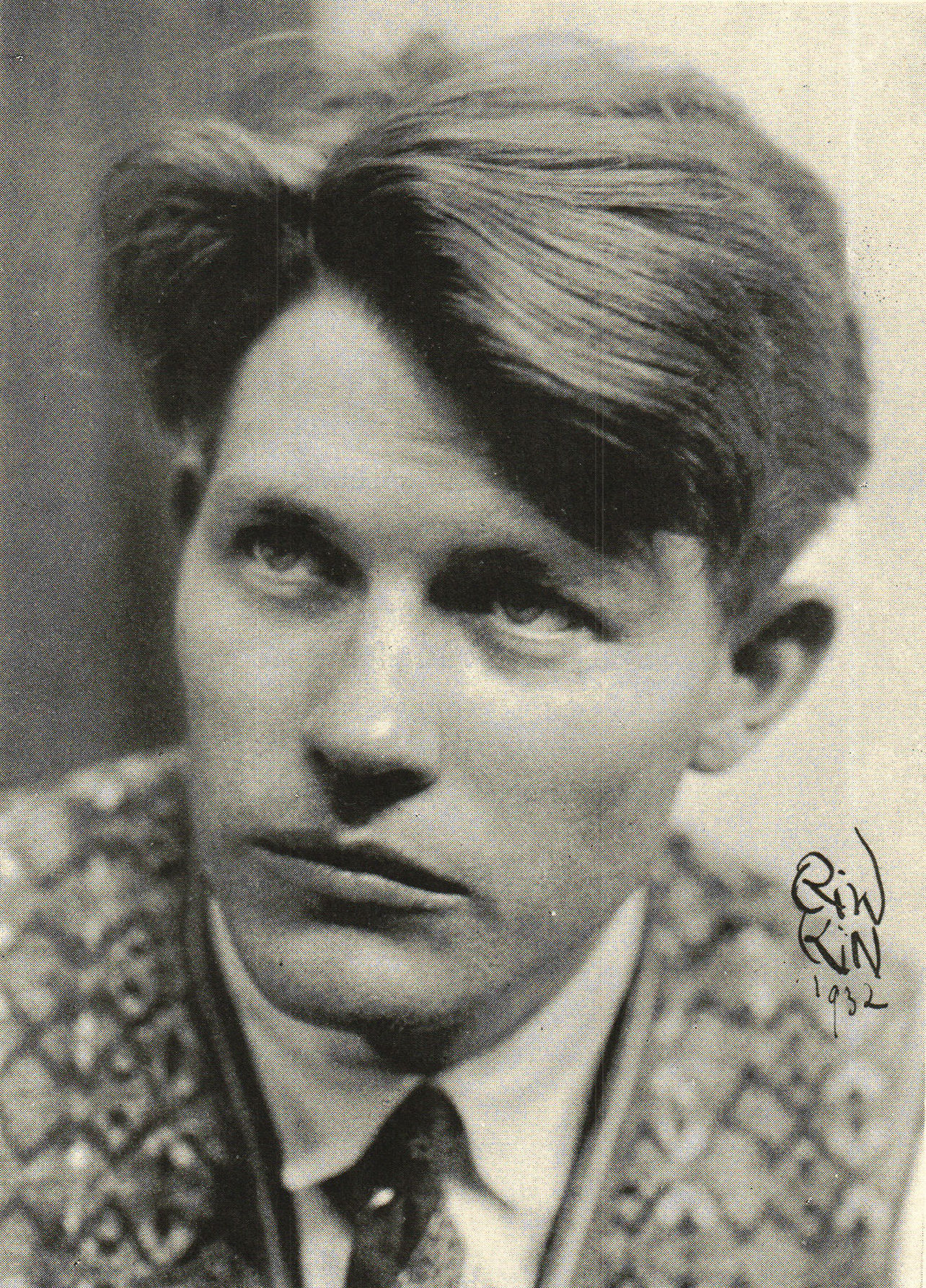
Harry Martinson, 1932.
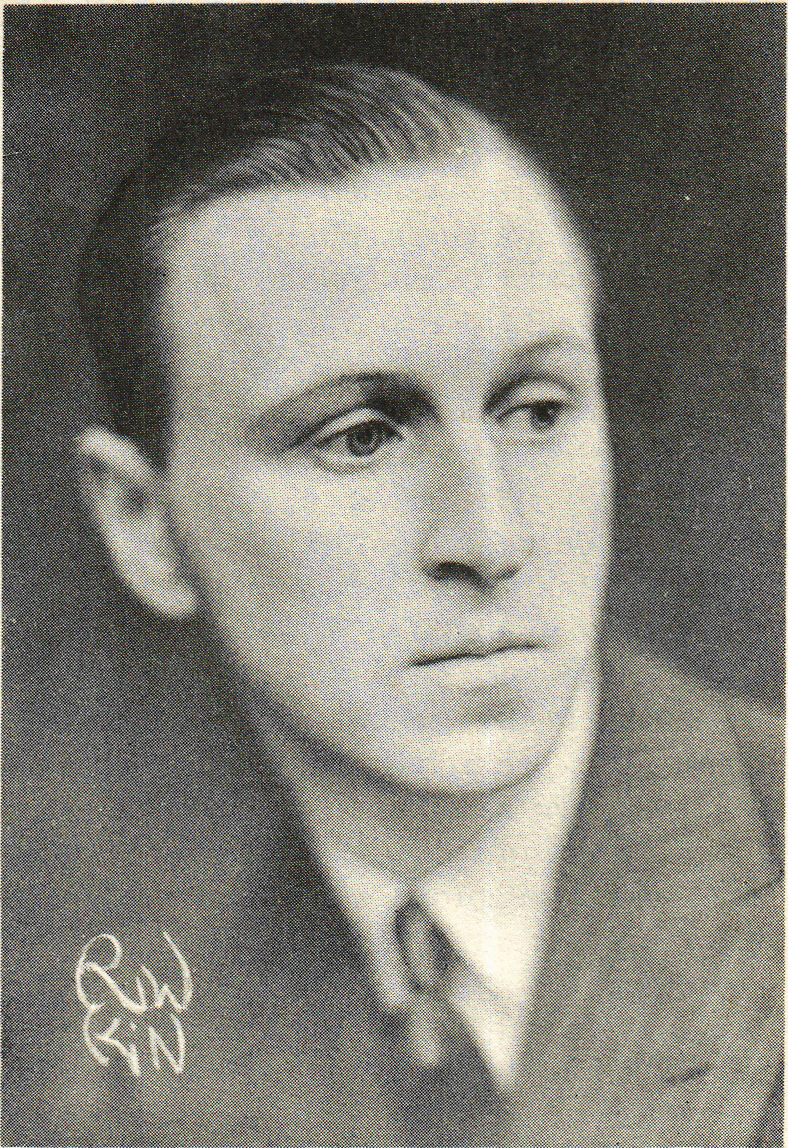
Ragnar Svanström, ca 1932.
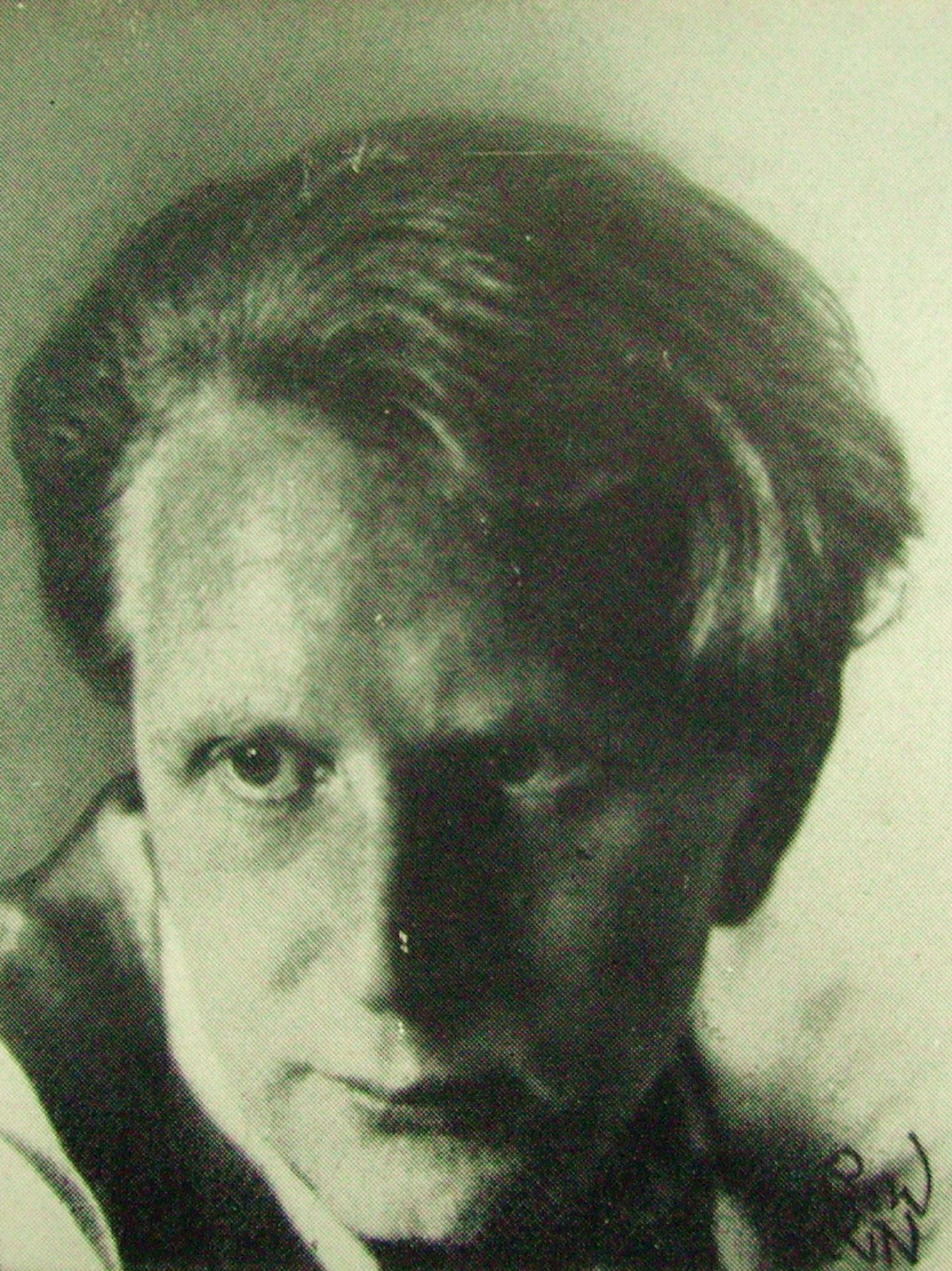
Arnold Ljungdal, ca 1932–1933.
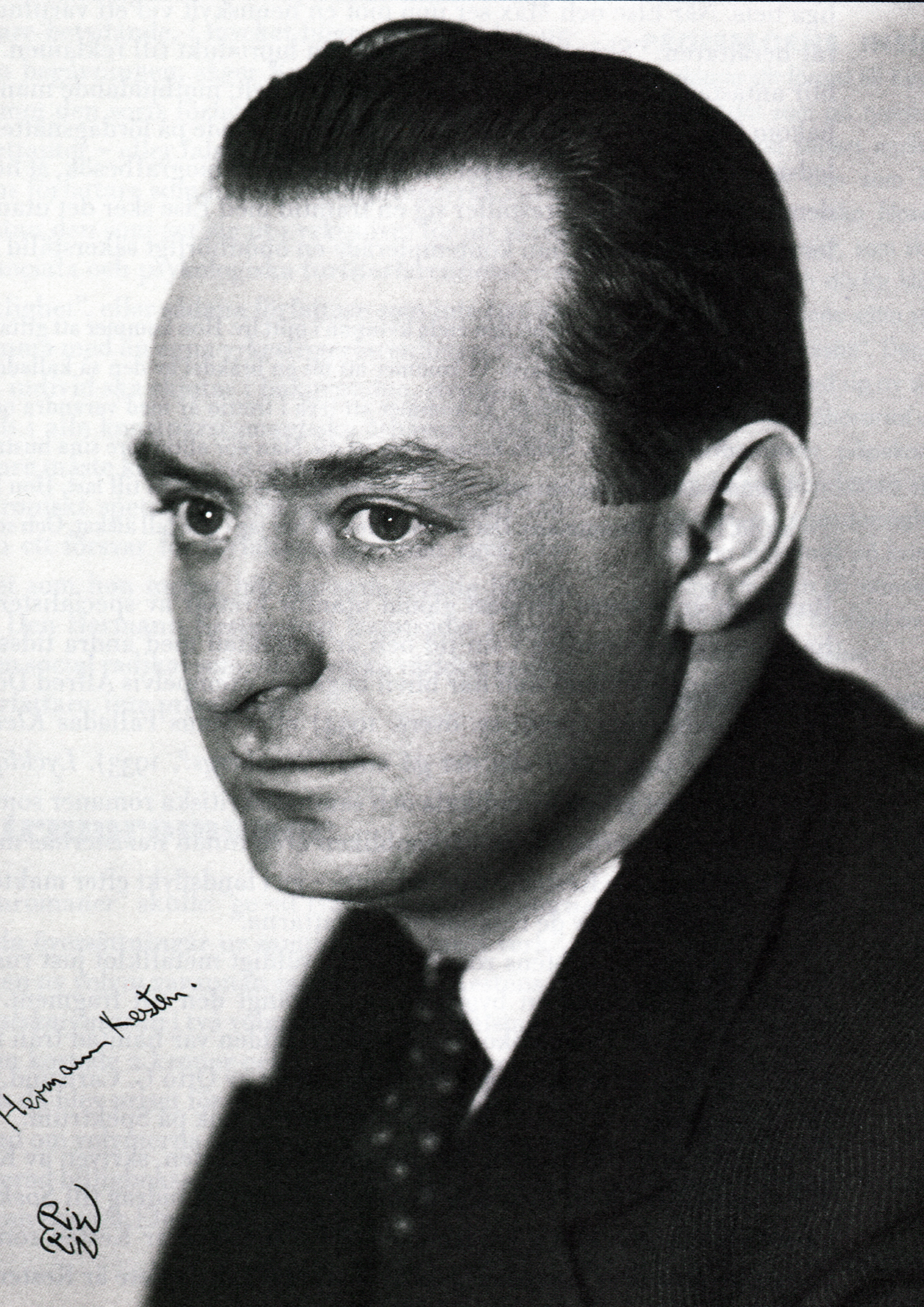
Hermann Kesten, ca 1935.
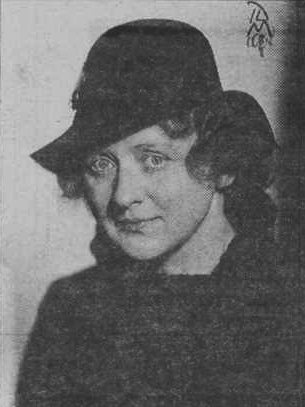
Ingeborg Wærn Bugge, 1935.
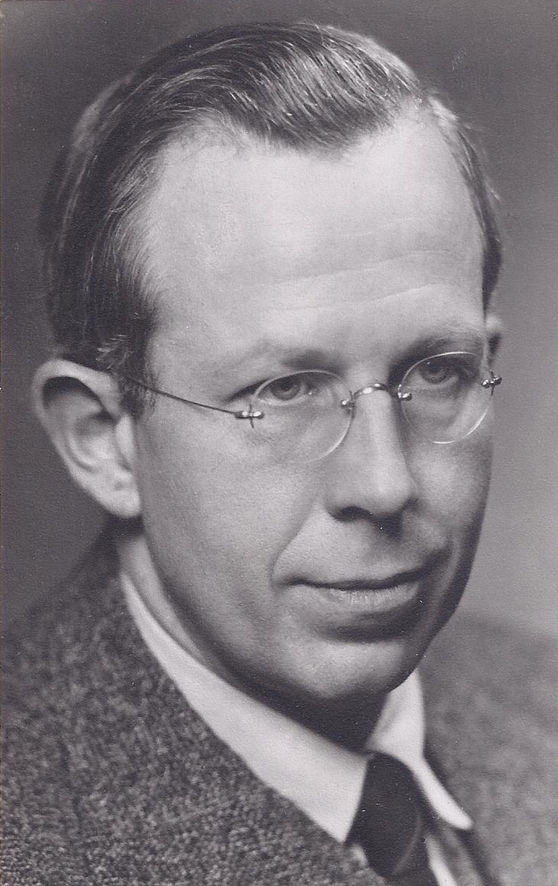
Herman Zetterberg, 1943.
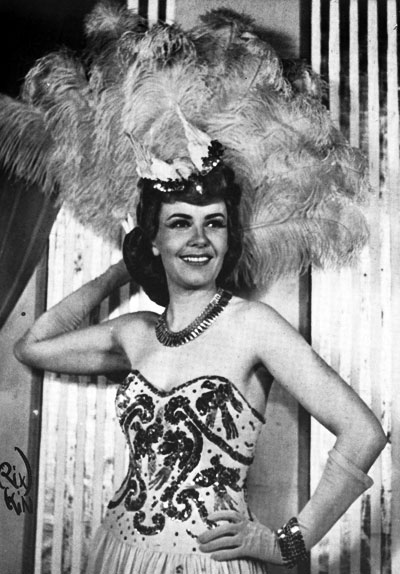
Greta Bjerke, 1944.
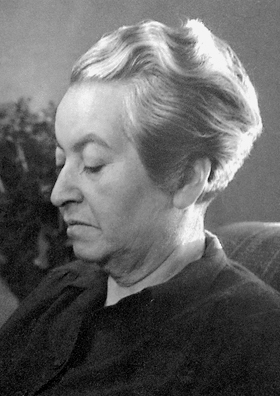
Gabriela Mistral, 1945.
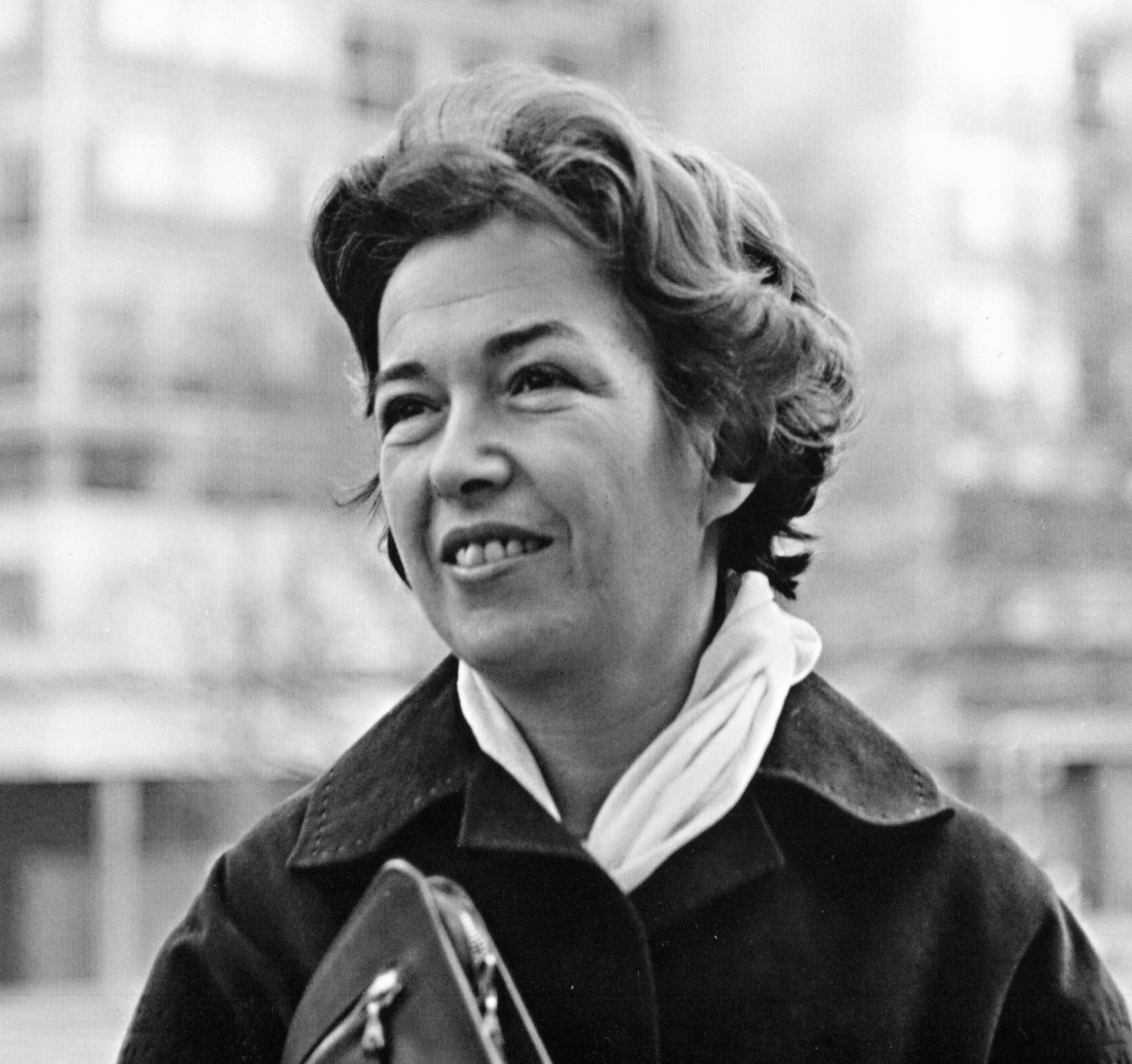
Léonie Geisendorf, 1960-tal.
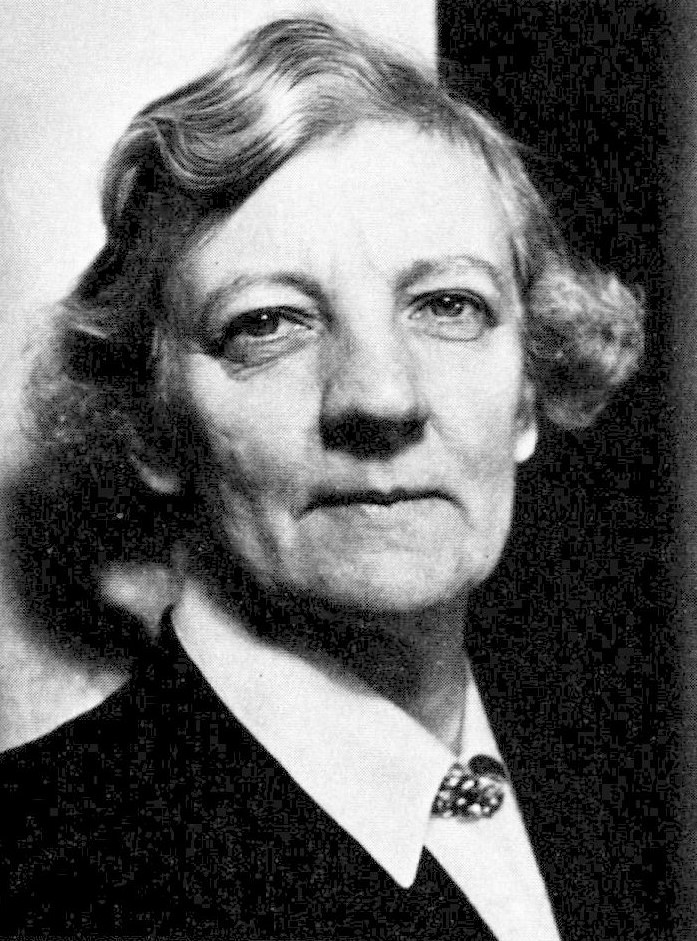
Hildur Nygren.

## Priser och utmärkelser
- 1959 – New York Herald Tribune's Spring Festival Award för Sia bor på Kilimandjaro, tillsammans med Astrid Lindgren[4]
- 1963 – Elsa Beskow-plaketten[11]